# Chang Bangkok
Chang Bangkok, wcześniej Federbrau tajlandzki klub siatkarski kobiet z Bangkoku, powstały w 2008 r. Obecnym trenerem drużyny jest trener narodowej reprezentacji Tajlandii Kiattipong Radchatagriengkai.

## Sukcesy
- Klubowe Mistrzostwa Azji:

 1. miejsce (3x): 2009, 2010, 2011
 3. miejsce (1x): 2012
- Mistrzostwa Tajlandii:

 1. miejsce (3x): 2008, 2009, 2010
- Puchar Księżniczki:

1. miejsce (1x): 2009

## Kadra zawodnicza

### Sezon 2010/11
| Numer | Zawodnik                 | Pozycja      |
| ----- | ------------------------ | ------------ |
| 1     | Piyanut Pannoy           | Libero       |
| 2     | Tapaphaipun Chaisri      | Libero       |
| 3     | Rasamee Supamool         | Atakująca    |
| 4     | Hattaya Bamrungsuk       | Środkowa     |
| 5     | Pleumjit Thinkaow        | Środkowa     |
| 6     | Onuma Sittirak           | Przyjmująca  |
| 7     | Patcharee Deesamer       | Środkowa     |
| 8     | Utaiwan Kaensing         | Środkowa     |
| 9     | Jurairat Ponleka         | Rozgrywająca |
| 10    | Wilavan Apinyapong       | Przyjmująca  |
| 11    | Amporn Hyapha            | Środkowa     |
| 12    | Kamonporn Sukmak         | Rozgrywająca |
| 13    | Nootsara Tomkom          | Rozgrywająca |
| 14    | Sutadta Chuewulim        | Środkowa     |
| 15    | Malika Kanthong          | Atakująca    |
| 16    | Sontaya Keawbundit       | Przyjmująca  |
| 17    | Wanitchaya Luangtonglang | Przyjmująca  |
| 18    | Em-orn Phanusit          | Atakująca    |